# Paz del Moral
María de la Paz del Moral Milla, née le 24 juin 1975, est une femme politique espagnole membre du Parti socialiste ouvrier espagnol (PSOE).

## Biographie

### Vie privée
Elle est mariée.

### Profession
María de la Paz del Moral Milla est titulaire d'une licence en philologie hispanique.

### Activités politiques
Elle est maire de Valdepeñas de Jaén. Elle est membre du comité directeur de la fédération andalouse du PSOE et membre du comité exécutif provincial de Jaén.
Le 20 décembre 2015, elle est élue députée pour Jaén au Congrès des députés. Elle n'est pas réélue le 26 juin 2016.